# Filharmonia Kameralna im. Witolda Lutosławskiego w Łomży
Filharmonia Kameralna im. Witolda Lutosławskiego w Łomży – filharmonia założona w 1977 roku jako Łomżyńska Orkiestra Kameralna. W ciągu 40-letniego okresu swego istnienia dała ponad tysiąc koncertów w kraju i poza jego granicami. Otrzymała również wiele nagród za działalność i wkład w rozwój kultury muzycznej. Uchwałą Rady Miasta Łomży w dniu 29 października 2008 r. została przemianowana na Filharmonię Kameralną im. Witolda Lutosławskiego w Łomży.
Dyrektorami orkiestry byli kolejno: Mieczysław Szymański, Henryk Szwedo i Tadeusz Chachaj, który odchodząc ze swego stanowiska otrzymał z rąk następcy tytuł honorowego I dyrygenta. Od roku 2004 funkcję dyrektora naczelnego i artystycznego Filharmonii pełni Jan Miłosz Zarzycki.
Filharmonia Kameralna im. Witolda Lutosławskiego w Łomży gościła wielu znakomitych solistów, wśród których są między innymi: Eugen Indjic, Krzysztof Jakowicz, Konstanty Andrzej Kulka, Wiesław Ochman, Grażyna Brodzińska, Piotr Paleczny. Za pulpitem dyrygenckim stawali mistrzowie batuty: Tomasz Bugaj, Pierangelo Gelmini, Jerzy Maksymiuk, Marek Pijarowski, Mirosław Jacek Błaszczyk, Stefan Fraas, Giancarlo De Lorenzo, Peder Rensvik, Jerzy Salwarowski, Józef Wiłkomirski.
Łomżyńscy Filharmonicy brali udział w wielu prestiżowych festiwalach muzycznych m.in. Kristiansund Kirke Kunst Kulturfestival (Norwegia), Klaipeda Music Spring (Litwa), Festiwalu Užutrakio Vakarai w Trokach (Litwa), Festiwalu Pieśń znad Solcy w Solecznikach (Litwa), Festiwalu „Muzyka w Pałacu Balińskich w Jaszunach" (Litwa), Międzynarodowym Festiwalu Muzyki Organowej i Kameralnej „Kantata” w Giżycku, Festiwalu Moniuszkowskim Podlasia oraz Festiwalu Operetkowo-Operowym na Mazowszu. Występowali również w ramach I Warszawskiego Turnieju Tenorów (Sala Kongresowa), VI Międzynarodowego Konkursu Duetów Fortepianowych w Białymstoku, koncertów czwartkowych w Filharmonii Narodowej oraz Koncertów Królewskich w Wilanowie. Orkiestra wzmacnia polskie tradycje kulturalne w rejonie przygranicznym koncertując na Litwie i Białorusi (Grodno). W 2009 roku FKWL odbyła tournée koncertowe po Francji a w 2012 koncertowała w Norwegii.
Łomżyńscy Filharmonicy mają w swoim dorobku trzynaście płyt, w tym pięć – nominowanych do nagrody polskiego przemysłu fonograficznego Fryderyk oraz jedną do International Classical Music Awards. W 2019 roku Fryderyka w kategorii "Album Roku Muzyka Symfoniczna i Koncertująca" zdobył album "Polish Contemporary Concertos".
Filharmonia Kameralna im. Witolda Lutosławskiego w Łomży jest organizatorem Międzynarodowego Festiwalu Kameralistyki "Sacrum et Musica", którego pierwsza edycja odbyła się w 2005 roku a także cyklu koncertów "Muzyczne wieczory u Lutosławskich".